# Echeveria omiltemiana
Echeveria omiltemiana là một loài thực vật có hoa trong họ Crassulaceae. Loài này được Matuda miêu tả khoa học đầu tiên năm 1963.